# Dolinka Katyńska w Warszawie
Dolinka Katyńska w Warszawie – miejsce upamiętnienia ofiar zbrodni katyńskiej w Warszawie, położone na Cmentarzu Wojskowym na Powązkach. W Dolince Katyńskiej znajdują się dwa pomniki w postaci krzyży, oficjalnie odsłonięte 31 lipca 1995 roku. Są to tzw. pomnik społeczny, który ustawiano w Dolince Katyńskiej dwukrotnie (po raz pierwszy w 1981 roku i po raz drugi w 1995 roku), oraz tzw. pomnik rządowy, wzniesiony w 1985 roku, pierwotnie z innymi napisami.
Ze względu na wspólny moment odsłonięcia, pomniki znajdujące się w Dolince Katyńskiej są często traktowane jako jeden monument i nazywane Krzyżem Katyńskim.

## Historia
Uroczystości religijno-patriotyczne poświęcone ofiarom zbrodni katyńskiej odbywały się w Dolince Katyńskiej corocznie od 1974 roku; organizował je Krąg Pamięci Narodowej założony przez ks. Wacława Karłowicza i Stefana Melaka. W Dniu Wszystkich Świętych 1980 roku wokół Dolinki Katyńskiej zgromadziły się setki osób, które oddały hołd polskim jeńcom wojennym zamordowanym w 1940 roku w Katyniu przez radziecką policję polityczną NKWD. Miejsce to pokryto kwiatami, zniczami i polskimi flagami narodowymi; urządzono również wystawę fotografii.

### Ustawienie i usunięcie pomnika społecznego (1981 rok)
W kwietniu 1981 roku w Dolince Katyńskiej ponownie zorganizowano uroczystości upamiętniające ofiary zbrodni, co zostało skrytykowane przez radziecką gazetę „Prawda”, która napisała: Antysowieckie i kontrrewolucyjne siły urządziły na warszawskim cmentarzu antysowiecki sabat. W maju 1981 roku w Warszawie powstał nielegalny Komitet Obywatelski Budowy Pomnika Katyńskiego. 31 lipca 1981 roku członkowie Komitetu ustawili w Dolince Katyńskiej kamienny krzyż o wysokości 4,5 metra, z datą 1940, orłem w koronie, tablicą z napisem Katyń i literami WP oraz słupkami z nazwami obozów NKWD, gdzie po agresji ZSRR na Polskę w 1939 roku przebywali w niewoli polscy jeńcy wojenni. Inicjatorami postawienia krzyża byli ks. Stefan Niedzielak i Stefan Melak. Tej samej nocy krzyż został zdemontowany i wywieziony przez Służbę Bezpieczeństwa przy użyciu ciężkiego dźwigu.

### Manifestacje i działania Milicji Obywatelskiej w pierwszej połowie lat 80.
1 sierpnia 1981 roku Komitet Obywatelski Budowy Pomnika Katyńskiego przekształcił się w Obywatelski Komitet Budowy Pomnika Ofiar Katynia, którego przewodniczącym został Andrzej Szomański. Komitet rozpoczął zbiórkę funduszy na wzniesienie w Dolince Katyńskiej nowego, identycznego monumentu w miejsce usuniętego poprzedniej nocy. W sierpniu 1981 roku w Dolince Katyńskiej zbierały się codziennie tysiące osób. 6 grudnia 1981 roku w obecności kilku tysięcy zgromadzonych wmurowano kamień węgielny i akt erekcyjny pod budowę nowego pomnika (umieszczony w atrapie pocisku) i ustawiono tymczasowy krzyż brzozowy. Po 13 grudnia 1981 roku, gdy w Polsce wprowadzono stan wojenny, krzyż ten został usunięty przez władze PRL.
1 sierpnia 1983 roku, w 39. rocznicę wybuchu powstania warszawskiego, na Cmentarzu Wojskowym na Powązkach odbyła się manifestacja z udziałem kilkudziesięciu tysięcy osób. Kilka tysięcy z nich zgromadziło się wokół Dolinki Katyńskiej, gdzie śpiewano pieśni patriotyczne i składano kwiaty. 16 sierpnia 1983 roku akt erekcyjny budowy pomnika społecznego, wmurowany w Dolince Katyńskiej 6 grudnia 1981 roku, został wydobyty przez ekipę saperską Komendy Stołecznej Milicji Obywatelskiej, która dokonała rozbrojenia pocisku przeciwlotniczego z napisem KATYŃ 1940, jak napisano w dokumencie przedstawionym kierownictwu cmentarza.
1 sierpnia 1984 roku w Dolince Katyńskiej ponownie ustawiono drewniany krzyż upamiętniający ofiary zbrodni, który znów został usunięty przez władze.

### Montaż i demontaż pomnika Adama Myjaka i Janusza Pastwy
Tymczasem ideę budowy pomnika katyńskiego podjął koncesjonowany przez władze PRL związek kombatantów, ZBoWiD, postulując umieszczenie na nim fałszywego napisu Katyń – 1941. W 1983 roku Stołeczna Rada Narodowa rozpisała zamknięty konkurs na pomnik mający stanąć w Dolince Katyńskiej. Jego zwycięzcami zostali rzeźbiarze Adam Myjak i Janusz Pastwa, którzy zaprojektowali granitowy monument opatrzony napisem: Żołnierzom polskim spoczywającym w ziemi katyńskiej. Pomnik ten zaczęto montować w Dolince Katyńskiej, lecz prace zostały nagle wstrzymane wskutek interwencji ambasady ZSRR. Od artystów zażądano, by zmienili napis na fałszywy i podali, że sprawcami zbrodni katyńskiej byli Niemcy. Adam Myjak i Janusz Pastwa nie wyrazili na to zgody, po czym pomnik zdemontowano, wywieziono z Dolinki Katyńskiej i umieszczono na kilka lat w magazynach cmentarza.

### Budowa pomnika rządowego w 1985 roku
Po demontażu pomnika Adama Myjaka i Józefa Pastwy teren Dolinki Katyńskiej został ogrodzony płotem budowlanym z desek i objęty nadzorem, po czym na przełomie kwietnia i marca 1985 roku, bez wcześniejszych zapowiedzi i bez uroczystości odsłonięcia, władze PRL ustawiły tam biały granitowy krzyż o wysokości 4 metrów, opatrzony fałszywym napisem: Żołnierzom polskim ofiarom hitlerowskiego faszyzmu spoczywającym w ziemi katyńskiej – 1941 rok. Autorem pomnika rządowego był rzeźbiarz Ryszard Cichocki.

Ta akcja władz PRL, przypisująca sprawstwo zbrodni Niemcom, wywołała oburzenie wielu Polaków, a szwajcarska gazeta Neue Zürcher Zeitung napisała: 

Decyzja Jaruzelskiego, by odstąpić od stanowiska poprzedników, jest w opinii wielu Polaków o tyle zastanawiająca, że przyjęcie sowieckiej wersji zbrodni katyńskiej oznacza zhańbienie symbolu martyrologii narodu. Co do tego wydają się zgodni zarówno polscy komuniści, jak i niekomuniści, wierzący i niewierzący. Panuje przekonanie, że dla Jaruzelskiego oznacza to wręcz całkowity upadek na dno narodowej zdrady.

Treść napisu wywołała oburzenie również w Niemczech i stała się przedmiotem dyskusji na posiedzeniu Bundestagu oraz interwencji dyplomatycznych. Niemiecki minister spraw zagranicznych Hans-Dietrich Genscher oświadczył, że choć pomnik nie został oficjalnie odsłonięty, niemiecki rząd federalny zwrócił uwagę polskiemu rządowi na krytykę, z jaką spotkał się w Niemczech zafałszowany napis. Kanclerz Helmut Kohl stwierdził, że strona polska została poinformowana, iż niemiecki rząd nie rozumie tego fałszowania historii i czuje się tym faktem dotknięty.

### Wydarzenia w latach 1985–1995
1 sierpnia 1985 roku w Dolince Katyńskiej odbyła się kolejna wielka manifestacja ludności, podczas której pojawił się biało-czerwony transparent z napisem: Prawda zwycięży. Filmująca demonstrację ekipa amerykańskiej telewizji NBC została tymczasowo zatrzymana.
1 sierpnia 1988 roku w Dolince Katyńskiej znów zgromadziły się tysiące ludzi, a rządowy pomnik katyński przyozdobiono polską flagą narodową z napisem: Żądamy prawdy – Katyń 1940.
W styczniu 1989 roku został zamordowany przez tzw. „nieznanych sprawców” ks. Stefan Niedzielak, co jest łączone z jego działalnością na rzecz upamiętnienia ofiar Katynia m.in. w Dolince Katyńskiej. W lutym 1989 roku, w okresie pieriestrojki w Związku Radzieckim, rzecznik polskiego rządu Jerzy Urban poinformował, że napis na pomniku w Dolince Katyńskiej zostanie zmieniony, po czym pod koniec marca 1989 roku skuła go grupa robotników. W kwietniu 1989 roku odsłonięto nowy napis, który brzmiał: Polskim oficerom zamordowanym w Katyniu.

Wielu Polaków uznało tę formę napisu za oburzającą, gdyż nie wymieniał radzieckich sprawców zbrodni ani jej daty. Korespondent niemieckiej gazety Süddeutsche Zeitung, obserwujący odsłonięcie nowego napisu, zrelacjonował następujący incydent, do którego doszło w czasie uroczystości: 

Ciszę panującą na cmentarzu przerwało donośne wołanie czterdziestoletniego mężczyzny: „To skandal, że nie zdobyto się na odwagę, by na pomniku umieścić datę. Należało tu podać także rok 1940”. Zgromadzony tłum reaguje oklaskami.

W marcu 1989 roku Warszawska Rodzina Katyńska zwróciła się do Rady Ochrony Pamięci Walk i Męczeństwa z żądaniem zmiany fałszywego napisu na pomniku rządowym w Dolince Katyńskiej. W tym samym roku Rada poprawiła i uzupełniła napisy na pomniku, dodając nazwy trzech radzieckich obozów jenieckich, Kozielska, Ostaszkowa i Starobielska, oraz datę 1940. Montowane w dzień litery były w nocy zrywane przez nieznanych sprawców.
W kwietniu 1989 delegacja Rady Ochrony Pamięci Walk i Męczeństwa z jej przewodniczącym gen. dyw. pil. Romanem Paszkowskim wraz z grupą rodzin ofiar zbrodni pobrała w Katyniu urnę z ziemią, która w dniu 18 kwietnia 1989 została uroczyście złożona w Grobie Nieznanego Żołnierza w Warszawie oraz w Dolince Katyńskiej. Egzekwie żałobne odprawił biskup Zbigniew Kraszewski, a przemówienia wygłosili gen. Roman Paszkowski oraz gen. Franciszek Skibiński.
Usunięty w 1981 roku pomnik społeczny został podrzucony na terenie Cmentarza Wojskowego na Powązkach w nocy z 5 na 6 lipca 1989 roku przez niezidentyfikowane osoby, po czym zaopiekowała się nim Rada Ochrony Pamięci Walk i Męczeństwa z jej przewodniczącym gen. Romanem Paszkowskim. 25 sierpnia 1993 roku w czasie wizyty w Polsce prezydent Rosji Borys Jelcyn złożył w Dolince Katyńskiej kwiaty przed pomnikiem rządowym, po czym zwrócił się do dwóch przedstawicieli Rodzin Katyńskich i ks. Zdzisława Peszkowskiego, wypowiadając słowo: Wybaczcie (ros. Простите).
Pomnik społeczny ustawiono w Dolince Katyńskiej w 1995 roku. 31 lipca 1995 roku odbyła się ceremonia oficjalnego odsłonięcia obu pomników, społecznego i rządowego. W tym samym roku pomnik Adama Myjaka i Janusza Pastwy wydobyto z magazynów i ustawiono przed konkatedrą Matki Bożej Zwycięskiej na Kamionku.

## Uroczystości
W Dolince Katyńskiej odbywają się oficjalne uroczystości rocznicowe upamiętniające ofiary zbrodni. Spontanicznie wytworzyła się tradycja zapalania w Dolince Katyńskiej zniczy w Zaduszki oraz w dniach 3 kwietnia (rocznica pierwszego transportu z Kozielska do Katynia 3 kwietnia 1940 roku), 13 kwietnia (Dzień Pamięci Ofiar Zbrodni Katyńskiej), a także 1 sierpnia (rocznica wybuchu powstania warszawskiego), 1 września (rocznica wybuchu II wojny światowej) oraz 17 września (rocznica agresji ZSRR na Polskę w 1939 roku).